# Bamses Venner
 Der er for få eller ingen kildehenvisninger i denne artikel, hvilket er et problem. Du kan hjælpe ved at angive troværdige kilder til de påstande, som fremføres i artiklen.

Bamses Venner var et dansk poporkester, der eksisterede fra 1973 til 2011. Gruppens leder og faste frontfigur var Flemming "Bamse" Jørgensen, der sang, spillede bas og skrev de fleste sange.
En del musikere har spillet i gruppen, der i 2010 ud over Bamse selv omfattede Peter Bødker (piano, orgel, guitar), Frank Thøgersen (trommer, percussion) og Anders Lampe (guitar).
I 1980 vandt gruppen Dansk Melodi Grand Prix med sangen "Tænker altid på dig", der ved Eurovision Song Contest med 25 point opnåede en 14. plads blandt de 19 deltagere. Blandt gruppens kendte numre er også "Vimmersvej", "I en lille båd der gynger" og "Hvorfor går Louise til bal".
Gruppen spillede traditionelt den sidste koncert ved Vordingborg Festuge.
Efter Flemming "Bamse" Jørgensens død nytårsnat 2010-11 blev der straks spekuleret i hvorvidt Bamses Venner ville fortsætte uden sin populære frontfigur. Udfaldet blev, at vennerne fortsatte til et par enkelte koncerter, der var planlagt før Bamse's død med Stig Rossen som forsanger – samt ved mindekoncerten for Bamse i NRGi Arena i Aarhus. Disse koncerter blev startskuddet til at Stig Rossen og de resterende medlemmer af Bamses Venner sammen dannede gruppen Stig Rossen & Vennerne, der sammen er draget på landevejen for at hylde Bamse og hans musik.
I 2022 udkom filmen Bamse om Jørgensens liv og hans karriere med Bamses Venner.

## Medlemmer gennem tiden
- Flemming Bamse Jørgensen, (Vokal, bas), 1973-2011
- Jes Halding, (Orgel, Keyboard og kor), 1973-1977
- Roar Odgaard, (Orgel, Keyboard og kor), 1973-1978
- Jan Locht, (Trommer, kor), 1973-1978
- Bjarne Gren Jensen, (Guitar, kor), 1973-1981
- Mogens Balle, (Orgel, Keyboard og kor), 1979-1985
- Arne Østergaard, (Trommer kor) , 1978-1985
- Frank Lorentzen, (Guitar, kor), 1982-1985
- Torben Fausø, (Keyboards, kor), 1985-2006
- Nelle Walther, (Trommer), 1985-1996
- Niels Krag, (Guitar, kor), 1985-1998
- John Halskov, (Guitar, kor), 1985-1998
- Frants Solgaard, (Bas, guitar og kor), 1985-1996
- Peter Bødker, (Orgel, Piano og kor), 1996-2011
- Frank Thøgersen, (Trommer, kor), 1996-2011
- Jens Erik Møller (Guitar) (1998 - 1999)
- Per Zeeberg, (Guitar, kor), 1999-2001
- Thomas Wester, (Guitar), 2001-2002
- Jes Kerstein, (Guitar, kor), 2002-2008
- Anders Lampe, (Guitar, kor), 2008-2011

## Diskografi
- Bamses Venner: 40 af de fede (2013, opsamlingsalbum + 10 uhørte sange, 3 cd'er + dvd)
- Levende lys (2009, opsamlingsalbum, 2 cd'er)
- Kysser dem vi holder a' (2006)
- 30 af de bedste (2003, opsamlingsalbum, 2 cd'er)
- Rolig nu (2003)
- For altid (2000)
- Mig og mine venner (1998, 2 cd'er, heraf en med liveoptagelser)
- Drenge (1996)
- Vidt omkring (1993)
- Forår (1992)
- I en lille båd der gynger (1992)
- Lyseblå dage (1991)
- 16 (1990)
- En helt almindelig mand (1989)
- Rockcreme (1986)
- Op og ned (1985)
- 2x5 (1984)
- Har du lyst (1983)
- Spor 8 (1981)
- Bamse Live II (1980, livealbum)
- Bamse Live I (1980, livealbum)
- Sådan set (1980)
- B&V (1978)
- Sutsko (1977)
- Mælk og vin (1976)
- Bamses Venner (1975)

Se diskografien for Flemming "Bamse" Jørgensen for hans soloalbum.